# Болдешти-Скајени
Болдешти-Скајени (рум. Boldești-Scăeni) град је у у средишњем делу Румуније, у историјској покрајини Влашка. Болдешти-Скајени је важан град у округу Прахова.
По попису из 2002. у граду је живело 11.491 становника.

## Географија
Град је смештен у северном делу Влашке, 80 км северно од Букурешта.
Град се образовао у области североисточне Влашке низије, а подно Карпата, на приближно 200 метара надморске висине. Околина града је познато виноградарско подручје.

## Становништво
У односу на попис из 2002, број становника на попису из 2011. се смањио.
| 1977. | 1992.  | 2002.  | 2011.  |
| ----- | ------ | ------ | ------ |
| 9.681 | 11.757 | 11.505 | 11.137 |

У граду има највише Румуна, а од мањина живи мали проценат Рома.

## Галерија
- Поглед на град
- Дом културе у Болдештију-Скајенију
- Средишњи градски трг
- Ресторан са винским подрумом